# Nana (Roman)

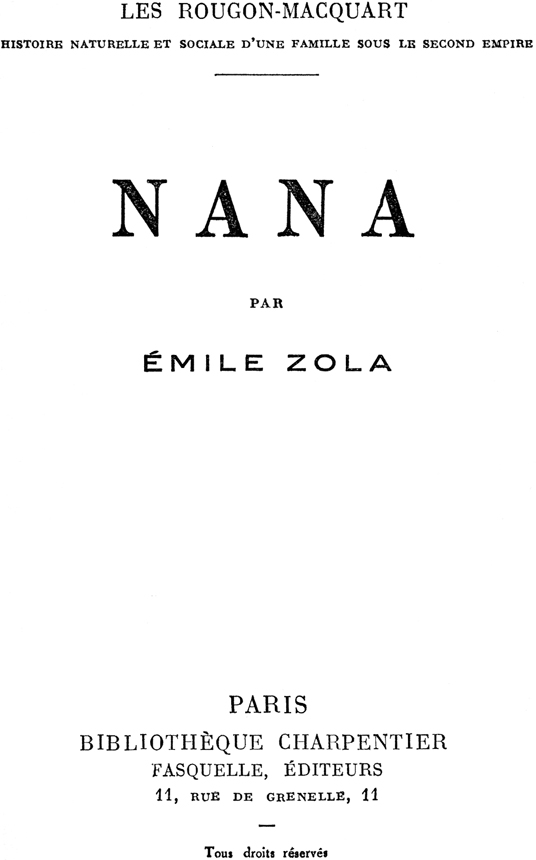
Cover der Erstausgabe von Nana (1880)

Nana ist ein 1880 erschienener Roman von Émile Zola. Der Roman gehört als neunter Titel zum zwanzigbändigen Rougon-Macquart-Zyklus, den Zola als „histoire naturelle et sociale d’une famille sous le Second Empire“ bezeichnete, der Natur- und Sozialgeschichte einer Familie im Zweiten Kaiserreich.

## Zum Roman
Nana knüpft inhaltlich unmittelbar an den siebten Roman der „Rougon-Macquart“-Reihe Der Totschläger (französisch L’Assommoir) an. Nana ist die Tochter der Wäscherin Gervaise Macquart und des Trinkers Coupeau aus dem 1877 veröffentlichten Roman Der Totschläger. Émile Zola wendet sich in seinem literarischen Schaffen mit Nana nach Ein Blatt Liebe (französisch Une page d’amour) wieder seiner Gesamterfassung der Natur- und Sozialgeschichte der französischen Gesellschaft im Zweiten Kaiserreich zu. Mit dem Roman wollte Zola den Verfall der Gesellschaft durch das promiskuitive Treiben der vornehmen Gesellschaft darstellen, das sich nicht nur auf die eigenen Kreise beschränkt, sondern die Dirnen von der Straße mit einbezieht, deren Verhalten sich von jenem der verheirateten Damen in nichts unterscheide. Zola zeigte nicht nur die Verderbtheit und Dekadenz der Protagonistin, sondern auch die der oberen Gesellschaftsschicht. Die ehemalige Straßendirne gewinnt an gesellschaftlichem Ansehen – talentlos, dafür über einen makellosen Körper verfügend –, indem sie sich in der Rolle der „blonden Venus“ auf der Bühne nackt zur Schau stellt.

„Schon beim zweiten Vers schauten die Leute im Zuschauerraum einander verdutzt an. War das ein schlechter Witz? Hatte Bordenave es sich in den Kopf gesetzt, diese Niete dem Publikum zuzumuten? Noch nie hatte eine Sängerin so unerhört falsch gesungen, mit einer derart unausgebildeten Stimme aufzutreten gewagt!“

Zola beschreibt das Publikum als eine Mischung von Personen aus dem literarischen Paris, der Finanzwelt, Journalisten und Schriftstellern, Börsenleuten, die eher von Damen der Halbwelt als anständigen Frauen begleitet wurden. Die Männer kommen in das Theater, weil sie die Kokotte Nana auf der Bühne sehen wollten – schließlich kennt sie fast jeder der Anwesenden bereits auf seine/ihre Weise. Das gezielt gestreute Gerücht, sie würde nackt auftreten, sorgt ebenfalls dafür, dass die Premiere der „blonden Venus“ vor ausverkauftem Haus stattfinden kann.

„Schon in der zweiten Szene einigte sich Diana mit dem Gott dahin, dass er eine Reise vorgeben solle, um Venus und Mars das Feld zu räumen, und kaum war Diana allein, erschien Venus. Ein Schauer durchwogte den Zuschauerraum. Nana war nackt. Sie war völlig nackt und trug ihre Blöße mit ruhiger Kühnheit zur Schau, im sichern Selbstgefühl der Allmacht ihrer Fleischespracht. Einzig dünne Schleier hüllten sie ein. [...] „Donnerwetter!“ sagte Fauchery zu La Faloise, sonst nichts.“

## Nanas Vorgeschichte
Zolas Figur Nana erscheint erstmals im Roman Der Totschläger, dem siebten Band des Zyklus der „Rougon-Macquart“-Reihe. Hier erzählt Zola von den Lebensbedingungen der Menschen im Arbeiterviertel der Rue de la Goutte d’Or, wo Nana aufwächst. Nanas charakterliche Prädisposition ist bedingt durch das Milieu, aus dem sie stammt. Sie verfällt nicht, wie ihre Eltern, der Trunksucht – im Totschläger legt Zola Nanas Lebensweg stattdessen als Prostituierte an, die in der Fortsetzung zur gefeierten Operettendiva aufsteigen wird. Der Erzähler sagt dazu: 

„Am Ende von Trunksucht und Müßiggang stehen die Lockerung der Familienbande, der Unrat des engen Beisammenwohnens der Geschlechter, das fortschreitende Vergessen anständiger Empfindungen, dann als Lösung Schande und Tod. Das ist einfach in Aktion befindliche Moral.“

Das Glück der kleinen Familie, das auf dem sozialen Aufstieg basiert, den Nanas Mutter Gervaise mit ihrer kleinen Wäscherei erwirtschaftet, währt nur wenige Jahre. Nachdem sich Nanas Vater Coupeau bei einem Arbeitsunfall das Bein gebrochen hat und für mehrere Monate bettlägerig ist, gelingt ihm die Rückkehr in einen geregelten Arbeitsalltag nicht mehr. Seine Tage verbringt er saufend in einer Schnapsbude – wo er mit dem ersten Liebhaber seiner Frau, dem ehemaligen Hutmacher Lantier (aus deren Beziehung zwei uneheliche Söhne stammen, mit denen Lantier Gervaise, neben einer Menge Schulden, seinerzeit sitzen gelassen hat) Freundschaft schließt und dem er prompt eine Unterkunft in der Wäscherei einrichtet. Nach und nach vertrinkt Coupeau die gesamten Ersparnisse und sämtliche Einkünfte der Familie. Auch die Mutter Gervaise beginnt nun regelmäßig zu trinken.
Nana – inzwischen im erwerbsfähigen Alter von 14 Jahren – wird von ihren Eltern überzeugt, eine Stelle als Kunstblumenbinderin anzunehmen und so ihren Teil zum Unterhalt der Familie beizutragen. Das Handwerk erlernt sie dabei jedoch nur unvollständig, denn, wie Zola suggestiv schreibt, beschränkt sich ihr Beitrag zur Herstellung der Blumen auf das Rollen der Stängel. Nachdem die Wäscherei aufgegeben werden muss und man aus Kostengründen gezwungen ist, in eine winzige Wohnung innerhalb desselben Wohnblocks umzuziehen, werden Umgangston und Sitten innerhalb der Familie rasch aggressiver. Wie Vater und Mutter aufeinander einprügeln, gehen sie auch auf die Tochter los, die bald nicht mehr in die elterliche Wohnung zurückkehrt. Lantier trifft bei seinen nächtlichen Streifzügen im Prostituiertenmilieu auf Nana und klärt Gervaise und Coupeau über die sittenlosen Umtriebe der verwahrlosten Tochter auf.

„Durchtrieben ist dieses Kind!“ fuhr er fort. „Stellen Sie sich vor, sie hat mir mit kolossaler Dreistigkeit einen Wink gegeben, ich sollte ihr nachgehen. Dann hat sie ihren Alten irgendwo in einem Café verstaut ... Oh, großartig, der Alte! Ausgenommen, der Alte! – Und sie hat sich in einer Haustür wieder mit mir getroffen. Eine richtige Schlange! Nett, spielt das Zierpüppchen und leckt einen ab wie ein Hündchen! Ja, sie hat mich geküsst und hat wissen wollen, wie es allen geht ... Kurzum, es hat mich sehr gefreut, sie zu treffen.“

Die Eltern sind nicht nur darüber schockiert, dass sich ihre Tochter Nana als Prostituierte verdingt und man im Viertel über sie reden könnte, vielmehr erregt die Vorstellung, dass es ihr finanziell besser gehen könnte als den beiden, eifersüchtigen Unmut. Sie beschließen, Nana im nächtlichen Paris ausfindig zu machen, und suchen die Tochter unter anderem in den Tanzlokalen des Viertels, wo sie schließlich auch gefunden wird. Zola gibt an dieser Stelle einen Ausblick auf Nanas Karriere, die er im Folgeroman darstellen wird. Statt auf einer professionellen Theaterbühne, die vornehme Männer anlockt, tanzt Nana im Totschläger noch halbnackt in einer dreckigen Spelunke inmitten der sich um sie drängelnden Menge. Die Eltern erkennen die tanzende, Hüften und Busen lasziv wiegende Tochter, die aufreizend Beine und Röcke hebt und dabei alles zeigt. Ihr Kleid sieht heruntergekommen aus, die Volants am Rock sind zerrissen. Kein Schal bedeckt ihre Schultern, in bloßer Korsage bietet sie sich den Säufern im Publikum an. Der Vater unterbricht die Vorstellung unsanft – Nana muss zurück zu ihren Eltern.

## Inhalt
Von der unbedeutenden, durchschnittlichen Straßendirne aus dem Totschläger hat sich Nana am Beginn des Romans zu einer bedeutenderen Kurtisane entwickelt, die vom Direktor des Théâtre des Variétés die Titelrolle in der Operette „Die blonde Venus“ angeboten bekommen hat. Für Nana bedeutet dies einen ungeheuren sozialen Aufstieg, zumal sie im Theater die Möglichkeit hat, reiche und bedeutende Männer der vornehmen Gesellschaft kennenzulernen, die in der Lage sind, diesen Aufstieg sichern und ausbauen zu können. Der Direktor Bordenave, der in dem zweifelhaften Ruf eines Zuhälters steht, der auf der Bühne Frauen zu reinen Schauzwecken ausstellt, akzeptiert die hemmungslose Kuppelei hinter der Bühne, im Zuschauerraum und dem Pausenfoyer. Immer wieder macht er unbedarfte Gesprächspartner auf die Gepflogenheiten seines Hauses aufmerksam, indem er das Operettentheater völlig ungeniert als Puff bezeichnet.
Nana bewohnt zunächst noch den zweiten Stock eines großen neuen Hauses am Boulevard Haussmann. Nur zwei Zimmer der zahlreichen Räumlichkeiten sind mit ebenso protzigem wie heruntergekommenem Tand ausstaffiert, woran leicht zu erkennen ist, dass hier eine Dirne wohnt, die an einem Punkt angekommen ist, an dem sie auch zweifelhafte Kunden annehmen muss. Ihr Sohn Louiset, den sie als Sechzehnjährige bekommen hat, ist bei ihrer Tante untergebracht, die das Kostgeld für das Kind gut gebrauchen kann.
Bei der Premiere überzeugt Nana zwar nicht aufgrund ihres musikalischen Talents, jedoch ist ihre scham- und hüllenlose Interpretation der „blonden Venus“ für das Publikum Grund genug, über ihre mäßigen schauspielerischen und gesanglichen Leistungen hinwegzusehen und ihr hemmungslos zuzujubeln. Die Operette wird über dreißig Mal gespielt; die gesamte Pariser Gesellschaft – höchste Adels- und Funktionärskreise eingeschlossen – pilgert ins Théâtre des Variétés, um Nana auf der Bühne nackt zu sehen. Die erotisierende Wirkung der „blonden Venus“ wird als so stark beschrieben, dass die einfachen Straßendirnen nur das Ende der Vorstellung abzuwarten brauchen, um in den Gassen rund um das Theater Freier zu finden. Nana indes hat es darauf abgesehen, den reichen Bankier Steiner für sich als Liebhaber zu gewinnen, was schließlich auch gelingt. Durch den Bankier erhält Nana nicht nur Geschenke in Form von luxuriösen Kleidern und kostspieligem Schmuck, es gelingt ihr auch, ihre Wohnsituation zu verbessern; zudem kauft ihr Steiner ein Gut auf dem Land, über das sie frei verfügen kann. In kindlich ungeduldiger Vorfreude darauf lässt sie eine Vorstellung der „blonden Venus“ platzen und vergnügt sich, anstatt zu spielen, auf ihrem neu erworbenen Landsitz. Daraufhin verliert Nana ihre Rolle in der Operette und muss sich einzig auf ihre Rolle als Kurtisane und Mätresse konzentrieren. Neben dem Bankier Steiner bezirzt sie auch den Grafen Muffat – er und die zahlreichen anderen Liebhaber, die zu haben Nana nie leugnet, geben sich auf dem Weg zu ihr die Türklinke in die Hand. Wie bereits in der kleinen Wohnung am Boulevard Haussmann ist es die Aufgabe der Kammerzofe Zoé, dass die Männer, während sie darauf warten, dass ihre Herrin wieder frei ist, nicht peinlich aufeinander treffen. Am Zenit dieses Daseins angelangt, ist Nana ihres Lebensstils und der Männer, die ihr permanent am Rockzipfel hängen, überdrüssig geworden. Sie verliebt sich Hals über Kopf in ihren ehemaligen Schauspielkollegen Fontan und beschließt ihre Ersparnisse zusammenzukratzen und eine neue Existenz aufzubauen. Die beiden beginnen ein monogames, bürgerliches Leben in einer kleinen Wohnung am Montmartre, das jedoch in einer gewalttätigen Beziehung endet, in der Nana – wie damals bei ihren Eltern – fürchten muss, eines Tages zu Tode geprügelt zu werden. Sie flieht immer wieder zu ihrer Freundin Satin, die sie noch aus früheren Zeiten kennt, als die beiden nach Männern suchend, die Sittenpolizei fürchtend, die Pariser Boulevards entlang flanierten. Nachdem Fontan Nana völlig unerwartet aus der gemeinsamen Wohnung geworfen hat, tröstet sie sich in den Armen der Freundin. Sie beginnt eine lesbische Beziehung mit Satin. Bei einer polizeilichen Razzia in einem billigen Hotel müssen die beiden fürchten, als Straßendirnen registriert zu werden. Nana gelingt die Flucht durch ein Fenster, Satin lässt sich resigniert von der Polizei festnehmen und die beiden verlieren sich aus den Augen. 
Der heruntergekommenen und abgewirtschafteten Dirne und ehemaligen Operettendiva Nana gelingt es, mit dem Grafen Muffat wieder zusammenzukommen, obwohl sie ihn seinerzeit barsch gedemütigt hatte. Der Graf ist Nana dermaßen verfallen, dass ihm nur wichtig ist, sie für sich alleine zu besitzen, was Nana ihm zunächst auch verspricht. Ein Haus, Dienerschaft, Stallungen und standesgemäße Ausstattung erwartet sie dafür als Gegenleistung. Von nun an schwelgt sie in beispiellosem Luxus, den ihr der Graf finanzieren muss. Nach und nach wird es Nana zu mühsam, die zahlreichen anderen Liebhaber vor dem Grafen geheim zu halten, und Muffat ist so abhängig von ihr, dass ihm nichts anderes übrig bleibt, als das Treiben seiner Mätresse zu tolerieren. Auch Satin ist wieder aufgetaucht. Sie wohnt bei Nana und die beiden setzen ihre Beziehung fort, wie sie vor der Beendigung durch die Polizei bestanden hatte. Sie leben ihre Liebe ungeniert aus; Muffat und die anderen Liebhaber sind für die beiden Frauen nicht mehr als notwendiges Übel, das ihnen den Lebensunterhalt finanziert. 
Schließlich setzt sich Nana in den Kopf, wieder im Thèâtre des Variétés eine tragende Rolle in der neuen Produktion übernehmen zu wollen. Sie zwingt den Grafen Muffat, der ein Finanzier des Theaters ist, ihr diese zu beschaffen. Sie droht, die Affäre zu beenden, wenn er scheitert, ihr die Rolle der tugendsamen Ehefrau in dem neuen Stück zu sichern. Muffat zweifelt zunächst, ob die stadtbekannte Kurtisane die Rolle glaubhaft darstellen könne, und fürchtet um seinen Ruf. Sie bekommt zwar die Rolle, macht sich im Theater aber zahlreiche Feinde. Außerdem kann sie als tugendsame Frau weit schlechter überzeugen, als es ihr in der erotisierten Darstellung der „blonden Venus“ gelungen ist. Nana verliert deshalb auch schnell wieder das Interesse an der Schauspielerei. 
Um Nanas aufwendigen Lebensstil und ihre permanente Gier nach Geschenken zu finanzieren, hat sich der Graf Muffat inzwischen finanziell völlig verausgabt. Doch das Maß ist für ihn erst voll, als er seinen greisen Schwiegervater nackt in ihrem goldenen Prunkbett erwischt. Er verlässt sie und sucht in seinem Glauben Trost. Mit seiner Frau, der Gräfin Sabine, führt er längst nur noch eine Zweckehe – die Gräfin lebt ihre Affären auf ähnliche Art wie ihr Mann. 
Nana ist der Geldgeber abhandengekommen und auf dem Theater kann sie auch nicht mehr bestehen, weshalb sie sich gezwungen sieht, Paris zu verlassen. Sie geht – dem Ruf eines reichen Mannes folgend – nach Russland und kehrt erst einige Jahre später allein nach Paris zurück. Sie erkrankt an Pocken und wartet in einem Hotel auf den Tod. Aufgrund der Ansteckungsgefahr traut sich einzig Rose Mignon, ihre ehemalige Konkurrentin im Theater, zu ihr. Nana stirbt einsam in einem Hotelzimmer. Am selben Tag bricht der Deutsch-Französische Krieg aus.

„Vielleicht legt man ein wenig zuviel in die symbolische Deutung, wenn man sagt, der verweste Körper Nanas ist das im Todeskampf liegende Frankreich des Zweiten Kaiserreichs. Aber offensichtlich habe ich irgendeine Bezugsetzung gewollt ...“

## Entstehung und Rezeption
Émile Zola arbeitete seit 1878 an dem Roman Nana – dem neunten aus der „Rougon-Macquart“-Reihe. Da Zola für die einzelnen Kapitel umfangreiche Studien betreiben musste und nebenbei auch seine wöchentliche Theaterchronik zu verfassen hatte, kam er mit dem Roman nur langsam voran. Das Werk wurde zwischen 16. Oktober 1879 und 5. Februar 1880 im Tagesblatt Le Voltaire als Feuilletonroman veröffentlicht; Zola genügte es, dem Zeitungsabdruck einige Kapitel voraus zu sein. Le Voltaire bewarb den Abdruck des Romans mit einer breit angelegten Kampagne: Annoncen in den Tageszeitungen, Plakate, Reklamemänner mit Aufschriften am Rücken und Feueranzünder in den Tabakläden forderten auf, Nana zu lesen. Seit der Veröffentlichung des Totschlägers war Zola ein bekannter und umstrittener Autor, Nana wurde mit heftiger Polemik rezipiert. Man machte sich über Zolas Voyeurismus lustig, warf ihm vor, von der Halbwelt nichts zu wissen und mit dem Typus der zweitrangigen Hure Nana einen „pariserischen Roman für die Provinzler, doch einen provinziellen Roman für die Pariser“ (Aurélien Scholl) geschaffen zu haben. Auf Vorwürfe der Unkenntnis, in denen auch eine Anspielung auf Zolas zurückgezogenen, ländlichen Lebensstil in der Gegend von Médan mitschwingt, reagierte der Autor mit einem langen Artikel, den Le Voltaire am 28. Oktober 1879 veröffentlichte.

„Was meine Informationsquellen betrifft, so sind sie alle natürlicher Art: ich habe gesehen, ich habe zugehört.“

Polemik und Kritik an dem (zunächst) Fortsetzungsroman haben, neben dem im Frühjahr 1879 aufkommenden Gerücht, dass es sich bei Nana um einen Schlüsselroman handelte, zu dem großen buchhändlerischen Erfolg von Nana beigetragen. Bei Charpentier erschien Nana am 15. Februar 1880 mit einer Auflage von 55.000 Exemplaren als Buch. Die gesamte Auflage war bereits vor der Auslieferung vergriffen, weshalb der Verleger weitere 10.000 Exemplare drucken ließ.

## Einflüsse aus der Welt der Operette
„Man ist dermaßen hinter mir her, dass ich auch nicht die geringste Einzelheit zu riskieren wage“, schreibt Zola am 22. November 1879 in einem Brief an Frau Charpentier. 
Aus Zolas Vorstudien geht hervor, dass er sich genauestens mit dem Milieu des Romans auseinandergesetzt hat. Aus den Aufführungen seiner eigenen Stücke war Zola die Bühnenwelt grundsätzlich vertraut – das Théâtre des Variétés war ihm jedoch fremd. Ludovic Halévy sollte sich als nützlicher Mentor erweisen. Der Schriftsteller und Librettist von Jacques Offenbachs berühmtesten Operetten versorgte Zola mit Anekdoten über die Operettendarstellerinnen Anna Judic und Hortense Schneider sowie die Kurtisanen Anna Delions, Valtesse de la Bigne und Delphine de Lizy. Wie aus Zolas Notizen hervorgeht, sind einige der weiblichen Charaktere in Nana ganz deutlich Halévys Erzählungen nachempfunden.
Wie Anna Judic lebt Rose Mignon, Nanas Schauspielkollegin und Konkurrentin, in freundschaftlicher Beziehung mit ihrem Ehemann, der die beiden gemeinsamen Kinder erzieht, sich für sie um ihre Geschäfte kümmert, Rollen auswählt und nebenbei ihre Liebhaber duldet und kontrolliert. Zola hat eine Episode aus dem Leben der Judic notiert, in der sich ihr Ehemann mit seinem Kontrahenten hinter der Bühne prügelt. Die Schauspielerin – im Kostüm, am Weg auf die Bühne – wird von Offenbach ermahnt, ihren Auftritt nicht zu verpassen.

„Mignon war wütend über die neue Liebschaft seiner Frau und aufgebracht, weil er mit ansehen musste, wie dieser Fauchery außer einer fragwürdigen Reklame nichts weiter zum Haushalt beitrug [...]“

Eine andere Episode, die auf Ludovic Halévys Anekdoten zurückgeht, ist die, in der Nana mit dem Prince of Wales in ihrer Garderobe Champagner trinkt. Während einer Aufführung von Offenbachs Operette Die Großherzogin von Gerolstein besuchte der Prince of Wales Hortense Schneider in ihrer Loge, in der sich auch andere Schauspieler der Aufführung – in Kostümen – befanden.

„Und niemand lächelte über dies seltsame Gemisch, diesen echten Prinzen und Thronerben, der so gemütlich den Champagner eines Komödianten trank und sich in diesem Götterkarneval höchst wohlfühlte, der in dieser ausgelassenen Maskerade des Königtums mitspielte, mitten unter einem Volk von Ankleidefrauen und leichtlebigen Frauenzimmern, von alten, abgebrühten Bühnenhasen und Schaustellern von Weiberfleisch.“

Offenbachs größte Publikumserfolge wie Die schöne Helena sind auf Darstellerinnen wie Hortense Schneider zurückzuführen. „La Snédères“ erotische und aufreizende Nacktheit auf der Bühne hatte auch ein deutschsprachiges Pendant. In Wien gab Marie Geistinger Offenbachs Helena, die sich ebenso wenig wie die französische Kollegin scheute, ihren Körper erotisierend einzusetzen. Zeitzeugen berichten, dass Marie Geistiger – wie bereits Hortense Schneider und Émile Zolas Nana – nackt in der schönen Helena auf der Bühne stand.

### Théâtre des Variétés
„Um neun Uhr war der Zuschauerraum des Théâtre des Variétés immer noch leer. Nur wenige Leute saßen auf dem Balkon und unten im Parterre und warteten ganz verloren zwischen den granatroten Samtsesseln im schwachen Licht des Kronleuchters, an dem erst einige spärliche Lichter brannten. [...]“

Ludovic Halévy machte Zola auch mit den Gepflogenheiten hinter der Bühne des Théâtre des Variétés vertraut. Um das Theatergebäude in seinem Roman glaubwürdig darstellen zu können, fertigte Zola beispielsweise Skizzen der Räumlichkeiten an. Außerdem beschäftigte er sich in seinen Notizen mit Überlegungen zum Künstlereingang, den Garderoben, dem Zuschauerraum, den Kulissen, dem Theatereingang und der Frage, wie sich eine Schauspielerin schminkt. Der Saal des Théâtre des Variétés ist im 1. Kapitel des Romans detailliert beschrieben, seine Beobachtungen hinter den Kulissen und den Künstlerlogen hält Zola im 5. und 9. Kapitel fest. 
Am 15. Februar 1878 besuchten Zola und Halévy die Premiere von Niniche (Alfred Hennequin und Albert Millaud) im Théâtre des Variétés. Der Roman Nana beginnt im Théâtre des Variétés; Zolas Heldin erlebt hier ihr Bühnendebüt in der Rolle der Venus in der Operette „Die blonde Venus“. 
Bei Zolas „Die blonde Venus“ handelt es sich um eine Parodie der Operette Die schöne Helena von Meilhac und Halévy nach der Musik von Jacques Offenbach, die ihrerseits Themen und Helden der griechischen Antike travestiert; in der Hauptrolle spielte Hortense Schneider.

„Dieser Götterkarneval, der Olymp, der da durch den Kot geschleift wurde, eine ganze Religion, eine ganze Poesie, die ins Lächerliche verzerrt wurden, all dies war ein gefundenes Fressen für das Publikum.“

## Edouard Manets Gemälde
Die Zeitschrift Tintamarre behauptete, Édouard Manets Gemälde Nana aus dem Jahre 1877 sei von Zolas gleichnamiger Romanfigur inspiriert. Allerdings erschien der Roman in Fortsetzungen erst zwei Jahre nach der Fertigstellung des Bildes 1879 zumnächst als Zeitungsroman. Manet kannte die Figur der Nana aller Wahrscheinlichkeit nach aus dem Roman Der Totschläger.

## Verfilmungen
- Nana (1926), französisch-deutscher Spielfilm von Jean Renoir
- Nana (1934), US-amerikanischer Spielfilm von Dorothy Arzner und George Fitzmaurice
- Nana (1944), mexikanischer Spielfilm von Celestino Gorostiza und Roberto Gavaldón
- Nana (1955), französisch-italienischer Spielfilm von Christian-Jaque
- Nana (1966), belgischer Fernsehfilm von Anton Peters
- Nana (1970), schwedisch-französischer Film von Mac Ahlberg
- Nana (1982), italienischer Spielfilm von Dan Wolman
- Nana (1985), mexikanischer Spielfilm von Rafael Baledón, José Bolaños und Irma Serrano
- Nana (2001), französischer Fernsehfilm von Édouard Molinaro

## Ausgaben
- Émile Zola: Nana. Roman. Übersetzung: Curt Noch. Nachwort: Gerhard Krüger.  Winkler, München 1975, ISBN 3-538-06879-8
  - Neuausgabe mit einem Nachwort von Helmut Bachmaier: Weltbild, Augsburg 2009, ISBN 978-3-8289-9429-4
- Émile Zola: Nana. Übersetzung: Walter Widmer. Nachwort und Anmerkungen: Rita Schober. Winkler, München 1959
  - Taschenbuchausgabe: dtv, München 1976, ISBN 3-538-05249-2
- Émile Zola: Nana. Ein Pariser Sittenroman. Aus dem Französischen von Armin Schwarz.[14] Emil Vollmer Verlag, Wiesbaden 1950
- Emile Zola: Nana. Roman. Aus dem Französischen übersetzt und zeitgemäß bearbeitet von Nora Urban. Kaiser, Klagenfurt o. J. [ca. 1950]
- Émile Zola: Nana. Ein Pariser Sittenroman. Berechtigte deutsche Übersetzung von Fritz Wohlfahrt. Mit farbigen Illustrationen von Wolfgang Ortmann. Trianon-Verlag, Wien / Berlin o. J. [ca. 1930]

Hörspiel / Hörbuch
- Nana. Hörspiel nach dem Roman von Émile Zola. Mit Nicolette Krebitz, Sylvester Groth, Matthias Haase u. a., Hörspielbearbeitung und Regie: Peter Rothin, Übersetzung: Erich Marx, Musik: Henrik Albrecht, Produktion: WDR 2002. Der Audio-Verlag, Berlin 2002, ISBN 3-89813-202-1 (2 CDs, 139 Min.)